# أ شورت هيستوري أوف ميدسين
أ شورت هيستوري أوف ميدسين هو كتاب من تأليف تشارلز سينجر، نشرته مطبعة جامعة أكسفورد عام 1928.   

## الروابط الخارجية
- النص الكامل لتاريخ قصير للطب في أرشيف الإنترنت